# Чинду
Чинду (кит. упр. 称多, пиньинь Chènduō, палл. Чэньдо, тиб. ཁྲི་འདུ, Вайли: khri 'du, тиб. пиньинь: Chindu) — уезд в Юйшу-Тибетском автономном округе провинции Цинхай (КНР).

## История
Уезд был выделен в 1937 году из уезда Юйшу.

## Административно-территориальное деление
Уезд делится на 5 посёлков и 2 волости.